# 中重真一
中重 真一（なかしげ しんいち、1977年〈昭和52年〉3月28日 - ）は、日本の政治家。鹿児島県霧島市長（2期）。元鹿児島県議会議員（2期）、霧島市議会議員（2期）。

## 来歴
鹿児島県霧島市出身。鹿児島県立加治木高等学校、早稲田大学法学部卒業。
霧島市議会議員を経て、2007年（平成19年）4月の鹿児島県議会議員選挙に無所属で立候補し初当選。2011年（平成23年）、再選。
2013年（平成25年）11月17日に行われた霧島市長選挙に立候補するも落選。投票率は62.28％。
2017年（平成29年）11月19日に行われた霧島市長選挙に再挑戦し、現職の前田終止との一騎打ちを制し初当選を果たした（中重：29,455票、前田：28,892票）。投票率は57.64％。11月27日、市長就任。
2021年（令和3年）11月、再選。